# Маунткасл, Вернон
Вернон Бенджамин Маунткасл (англ. Vernon Benjamin Mountcastle; 15 июля 1918, Шелбивилл, округ Шелби, Кентукки — 11 января 2015) — невролог из университета Джонса Хопкинса. Он открыл и характеризовал модульную организацию коры головного мозга в 1950-х годах. Это открытие стало поворотной точкой в исследовании коры, настолько, что почти все теории о сенсорных функциях, возникшие после публикации Маунткасла о соматосенсорной коре, используют модульную организацию как основу.
Член Национальной академии наук США (1966), иностранный член Французской академии наук (1989), Лондонского королевского общества (1996).

## Награды и признание
- 1978 — Премия Луизы Гросс Хорвиц
- 1980 — Премия Ральфа Джерарда[нем.]
- 1983 — Премия Альберта Ласкера за фундаментальные медицинские исследования, «For original discoveries that illuminate the brain’s ability to perceive and organize information and to translate sensory impulses into behavior.»
- 1986 — Национальная научная медаль США в номинации «Биологические науки», «For his fundamental research on how the brain functions in processing and perceiving the information gathered through the somatic sensory system»
- 1993 — Премия Австралии[англ.]
- 1998 — Премия НАН США в области нейронаук[англ.], «For his discovery of the columnar organization of the mammalian cerebral cortex and for original studies relating behavior to function of single cells in higher cortical areas.»